# Епархия Бутембо-Бени
Епархия Бутембо-Бени (лат. Dioecesis Butembensis-Benensis) — епархия Римско-Католической Церкви с центром в городе Бутембо, Демократическая Республика Конго. Епархия Бутембо-Бени входит в митрополию Букаву. Кафедральным собором епархии Бутембо-Бени является церковь святого Андрея в городе Бутембо.

## История
9 апреля 1934 года Римский папа Пий XI издал буллу Quo latius, которой миссию sui iuris Бени, выделив её из апостольский викариат (ныне — архиепархия Кисангани).
9 февраля 1938 года Римский папа Пий XI издал буллу Si christifidelium, которой преобразовал миссию sui iuris Бенни в апостольский викариат.
10 ноября 1959 года Римский папа Иоанн XXIII издал буллу Cum parvulum, которой преобразовал апостольский викариат Бени был преобразован в епархию Бени в Конго.
7 июля 1960 года епархия Бени в Конго была переименована в епархию Бутембо-Бени.

## Ординарии епархии
- епископ Henri Joseph Marius Piérard (1934 — 1966);
- епископ Emmanuel Kataliko (1966 — 1997);
- епископ Melchisedec Sikuli Paluku (1998 — по настоящее время).

## Источник
- Annuario Pontificio, Libreria Editrice Vaticana, Città del Vaticano, 2003, ISBN 88-209-7422-3
- Булла Quo latius, AAS 27 (1935), стр. 256  (лат.)
- Bolla Si christifidelium, AAS 30 (1938), стр. 282  (лат.)
- Булла Cum parvulum, AAS 52 (1960), стр. 372  (лат.)